# Eiphosoma yoron
Eiphosoma yoron là một loài tò vò trong họ Ichneumonidae.